# Вольтман, Каролина фон
Каролина фон Вольтман (нем. Karoline von Woltmann; урожденная Стош (нем. Stosch); 6 марта 1782, Берлин — 18 ноября 1847, Берлин) — немецкая писательница и переводчица

; жена историка Карл-Людвига Вольтмана известная также под превдонимом «Луиза Берг» (нем. Luise Berg).

## Биография
Каролина Стош родилась 6 марта 1782 года в городе Берлине и была старшей дочерью врача и прусского секретного советника Карла Вильгельма и Огюсты Стош (урожденной Хениг). Интерес к литературе появился у неё уже в раннем возрасте.
В 17 лет она вышла замуж за поэта и военного советника Карла Фридриха Мюхлера. Они расстались уже в 1804 году, но в том же году Каролина познакомилась с Карлом-Людвигом Вольтманом, за которого вышла замуж 25 октября 1805 года. Наделённая большим умом, она принимала деятельное участие в работах своего мужа-историка.
Около 1804 года она написала свой первый роман «Евфросиния», который позже был переработан с мужем и опубликован под названием «Элоиза». Затем она написала несколько работ и работала с мужем. В 1813 году они переехали в Прагу, где Каролина перевела несколько произведений Марии Эджуорт. После того, как Карл Людвиг фон Вольтман перестал писать из-за паралича правой руки, его работы редактировала жена; он умер в 1817 году.
В том же году Каролина фон Вольтман написала приложение к автобиографии Карла Людвига и до 1827 года начала публиковать его «Sämmtlichen Werke» в 14 томах. В 1824 году она стала редактором пражского периодического издания «Der Kranz», где также публиковались ее произведения. Два года спустя она вернулась жить в немецкую столицу.
Она побывала в Италии и Швейцарии в 1832 и 1833 годах соответственно. 
Каролина фон Вольтман умерла 18 ноября  1847 года в родном городе.

## Изданные труды
- Euphrosyne (1804, re-worked an published as Heloise in 1809)
- Karl und Karoline von Woltmanns Schriften (5 volumes, 1806–07)
  - Band 1: Erzählungen (1806)
  - Band 2: Erzählungen (1806)
  - Band 3: Blätter der Liebe (1806)
  - Band 4: Gedichte (1807)
  - Band 5: Lebensbeschreibungen (1807)
- Orlando (1815)
- Volkssagen der Böhmen (2 volumes, 1815) online
- Maria und Walpurgis (1817)
- Neue Volkssagen der Böhmen (1820)  online
- Historische Darstellungen zu mehrerer individuellen Kenntniß der Zeiten und Personen (1820)
- Über Beruf, Verhältnis, Tugend und Bildung der Frauen (1820)
- Die weissen Hüthe (1822)
- Der Ultra und der Liberale (1824)
- Spiegel der großen Welt und ihrer Forderungen (1824)
- Die Bildhauer (1829)
- Die weiße Frau (1832)
- Das Erbe (1832)
- Deutsche Briefe. Woltmanns Briefwechsel mit Goethe und anderen Freunden (as editor, 1834)
- Menschen und Gegenden. Vol. 1: Deutschland und die Schweiz (1835)

### Газетные и журнальные статьи
- Frühlingsgesang der Deutschen (in Kronos, 1813)
- Genebald (in Berliner Damenkalender auf das Jahr 1816)
- Das Glück der Entfernten (in Morgenblatt für gebildete Stände|Morgenblatt, 1820)
- Des Tages Wiederkehr (in Aglaja, 1822)
- Ein Fragment aus George Gordon Byron Childe Harold, Mai, Fragment aus dem Werke über Natur, Bestimmung, Tugend und Bildung der Frauen, Über Freundschaftsverhältnisse und Gedichte (in Der Kranz, 1823)
- Sinnigkeit (in Abendzeitung, 1824)

### Переводы
- Maria Edgeworth: Denkwürdigkeiten des Grafen von Glenthorn (1814)
- Maria Edgeworth: Schleichkünste (1814)
- Jean-Nicolas Bouilly. Geschichten für junge Frauen (1820)[13]